# Parafia Wniebowzięcia Najświętszej Maryi Panny w Głosce
Parafia Wniebowzięcia Najświętszej Maryi Panny w Głosce – rzymskokatolicka parafia erygowana w 1995 roku, należąca do dekanatu Miękinia w archidiecezji wrocławskiej. 
Do parafii należą wierni mieszkający we wsiach: Białków, Głoska, Gąsiorów, Księginice i Warżyna.
Kościół parafialny pw. Wniebowzięcia Najświętszej Maryi Panny znajduje się w Głosce, kaplica mszalna pw. Najświętszej Maryi Panny Królowej Polski w Białkowie, a cmentarz w Głosce.

## Msze niedziele i świeta
Godz. 08:30 , 10:30

## Msze dni powszednie
Godz. 17:00